# Lenovo IdeaPad S540
Las Lenovo IdeaPad S540 son laptops orientadas al consumidor diseñadas por Lenovo. Estos modelos de la serie IdeaPad cuentan con pantallas de 13, 14 o 15 pulgadas. Las computadoras portátiles se presentaron en el Mobile World Congress (MWC 2019) y actualmente en el mercado vienen en los colores: azul, cobre y gris.

## Descripción
Los modelos contienen procesadores i3, i5 o i7 de octava generación de Intel o procesadores AMD Ryzen 7. Admiten redes inalámbricas 802.11 AC (1x1/2x2) vienen con tres puertos USB (2 USB Tipo-A y 1 USB Tipo-C), una ranura lector de tarjetas SD, salida HDMI.
El modelo equipado con una pantalla de 15 pulgadas y una tarjeta gráfica dedicada Nvida Geforce GTX 1650 puede definirse como un ultrabook, ya que es delgada y ligera, considerando su tamaño de pantalla.

### Revisión inicial
El primero modelo lanzado es el S540-14IWL que cuenta con una pantalla de 14" FHD (1920×1080) IPS con una unidad de disco duro de 256GB SSD M.2 y una memoria RAM de 8GB DDR4, que se actualiza a través de un panel de acceso de usuario en la parte inferior de la netbook.

### Alineación actual
El último modelo lanzado hasta el momento es el S540-13API (versión AMD) y S540-13IML (versión Intel) que vienen equipados con Windows 10 Home, un disco duro de 1TB SSD M.2 y 12 GB de RAM DDR4.

## Modelos
La serie de Lenovo Ideapad S540 cuenta con modelos distribuidos de la siguiente manera:

### 13 Pulgadas

#### AMD
Lenovo Ideapad S540-13API
- Procesadores: Ryzen 5-7
- Gráficas: Gráficas AMD Radeon Vega 8/RX Vega 10 integradas
- RAM: 8GB O 16GB DDR4-2400
- Pantalla: QHD IPS
- Almacenamiento: M.2 2280 SSD / PCIe NVMe, PCIe 3.0 x 4, 32Gb/s

#### Intel
Lenovo Ideapad S540-13IML
- Procesadores: i3-i5-i7 de décima generación
- Gráficas: Gráficas Intel UHD integradas y/o NVidia GeForce MX250/MX350 2G GDDR5
- RAM: 8GB o 16GB DDR4-2666 (máximo)
- Pantalla: QHD IPS
- Almacenamiento: M.2 2280 SSD / PCIe NVMe, PCIe 3.0 x 4, 32Gb/s

### 14 Pulgadas

#### Intel
Lenovo Ideapad S540-14IML
- Procesadores: i3-i5-i7 de décima generación
- Gráficas: Gráficas Intel UHD integradas y/o NVidia GeForce MX250 2G GDDR5
- RAM: 12GB DDR4-2666 (máximo)
- Pantalla: FullHD IPS (táctil opcional)
- Almacenamiento: (quemador de DVD externo)

- M.2 2242 SSD / PCIe NVMe, PCIe 3.0 x 2, 16Gb/s (1TB máximo)
- M.2 2280 SSD / PCIe NVMe, PCIe 3.0 x 4, 32Gb/s (1TB máximo)

Lenovo Ideapad S540-14IWL
- Procesadores: i3-i5-i7 de 8.ª generación
- Gráficas: Gráficas Intel UHD 620 integradas y/o NVidia GeForce MX250 2G GDDR5
- RAM: 12GB DDR4-2400 (máximo)
- Pantalla: FullHD IPS (táctil opcional)
- Almacenamiento: (quemador de DVD externo)

- M.2 2242 SSD / PCIe NVMe, PCIe 3.0 x 2, 16Gb/s
- M.2 2280 SSD / PCIe NVMe, PCIe 3.0 x 4, 32Gb/s

### 15 Pulgadas

#### Intel
Lenovo Ideapad S540-15IML
- Procesadores: i3-i5-i7 de décima generación
- Gráficas: Gráficas Intel UHD integradas y/o NVidia GeForce MX250 2G GDDR5
- RAM: 12GB DDR4-2400 (máximo)
- Pantalla: FullHD IPS
- Almacenamiento: (quemador de DVD externo)

- HDD / SATA 6.0Gb/s, 2.5" wide, 7mm high, 5400rpm
- M.2 2280 SSD / PCIe NVMe, PCIe 3.0 x 4, 32Gb/s
- M.2 2242 SSD / PCIe NVMe, PCIe 3.0 x 2, 16Gb/s

Lenovo Ideapad S540-15IWL
- Procesadores: i3-i5-i7 de 8.ª generación
- Gráficas: Gráficas Intel UHD 620 integradas y/o NVidia GeForce MX250 2G GDDR5
- RAM: 12GB DDR4-2400 (máximo)
- Pantalla: FullHD IPS
- Almacenamiento: (quemador de DVD externo)

- HDD / SATA 6.0Gb/s, 2.5" wide, 7mm high, 5400rpm
- M.2 2242 SSD / PCIe NVMe, PCIe 3.0 x 2, 16Gb/s
- M.2 2280 SSD / PCIe NVMe, PCIe 3.0 x 4, 32Gb/s

- Memoria Intel Optane: 16GB, PCIe NVMe, PCIe 3.0 x 2, 16Gb/s, M.2 (opcional)

Lenovo Ideapad S540-15IWL GTX
- Procesadores: i5-i7 de 8.ª generación
- Gráficas: Gráficas Intel UHD 620 integradas y/o NVidia GeForce GTX1650 4G GDDR5
- RAM: 12GB DDR4-2400 (máximo)
- Pantalla: FullHD IPS
- Almacenamiento:

- HDD / SATA 6.0Gb/s, 2.5" wide, 7mm high, 5400rpm
- M.2 2242 SSD / PCIe NVMe, PCIe 3.0 x 2, 16Gb/s
- M.2 2280 SSD / PCIe NVMe, PCIe 3.0 x 4, 32Gb/s

- Memoria Intel Optane: 16GB, PCIe NVMe, PCIe 3.0 x 2, 16Gb/s, M.2 (opcional)